# Альбрехт I (герцог Брауншвейг-Люнебурга)
А́льбрехт I Вели́кий (нем. Albrecht I. der Große; 1236 — 15 августа 1279) — герцог Брауншвейг-Люнебурга 1252—1277, герцог Брауншвейг-Люнебурга в Брауншвейге с 1267, второй сын Оттона I Дитя, герцога Брауншвейг-Люнебурга, и Матильды Бранденбургской, дочери маркграфа Бранденбурга Альбрехта II. Прозвище получил за высокий рост. Альбрехт является родоначальником так называемого Старшего Брауншвейгского дома.

## Биография
После смерти отца в 1252 году Альбрехт унаследовал герцогство Брауншвейг-Люнебург. При этом его младшие братья ещё были несовершеннолетние. Старший из них, Иоганн I, по достижении совершеннолетия стал соправителем брата. Младшие, Оттон и Конрад, вступили в духовное звание. В итоге они приобрели епископства: Оттон стал епископом Вердена, Конрад — князем-епископом Хильдесхайма.
Вся жизнь Альбрехта, совпавшая с эпохой процветания кулачного права и с так называемым междуцарствием 1250—1273 годов, протекала в нескончаемых междоусобиях. В первый раз он воевал ещё шестнадцатилетним в 1252 году в Моравии по приглашению дяди по матери, маркграфа Оттона III Бранденбургского, защищая права короля Чехии Пржемысла Оттокара II против венгерцев. Также Альбрехт поддерживал короля Вильгельма II Голландского, мужа своей сестры.
В 1261 году герцог Шлезвига Эрик I захватил в плен короля Дании Эрика V Глиппинга и его мать Маргариту. Но за них вступился Альбрехт. В итоге после битвы на берегу Логейды благодаря заступничеству Альбрехта Эрик V и Маргарита были освобождены.
Также Альбрехт принял участие в войне за Тюрингское наследство, где он поддержал мать своей покойной жены Софью Брабантскую, за которую ему приходилось воевать и раньше, отстаивая её права на Тюрингию. 27 октября 1268 года на Альбрехта напали в Безенштедте, между Веттином и Галле, виночерпий Рудольфа Варгулы и сыновья маркграфа Мейсена Генриха III, захватили его в плен и продержали целый год в тюрьме в Мерзебурге. Но в конце концов ему удалось откупиться, уплатив 8000 марок и уступив вельфские города и замки, расположенные по берегу Верры.
В 1264 году Иоганн, брат Альбрехта, женился, после чего встал вопрос о разделе владений. В итоге 31 мая 1267 года братья заключили договор в Кведлинбурге по вопросу о разделе наследственных вельфских владений, которые с той поры уже никогда не соединялись более в одних руках. По этому договору Иоганн, который получил право выбора владений, получил более компактную часть герцогства с Люнебургом, Ганновером и Гифхорном, а Альбрехт — область вокруг Брауншвейга, Вольфенбюттеля, Каленберга и Гёттингена. Окончательно раздел был завершён в 1269 году. При этом Брауншвейг оставался в совместном владении братьев. Но Альбрехт этим не удовлетворился и старался постоянно увеличивать свои владения покупкою и завоеваниями.
Умер Альбрехт 15 августа 1279 года и был похоронен в Брауншвейгском кафедральном соборе. Его владения были разделены между тремя сыновьями — Генрихом I, Альбрехтом II и Вильгельмом I.

## Брак и дети
1-я жена: с 13 июля 1254 года (Брауншвейг) Елизавета Брабантская (1243 — 17 апреля или 9 октября 1261), дочь Генриха II, герцога Брабанта, и Софии Тюрингской. Детей от этого брака не было.
2-я жена: с 1 ноября 1266 года (Кенилворт) Алессина Монферратская (ум. 6 февраля 1285), дочь маркиза Монферрато Бонифацио II и Маргариты Савойской. Вторым браком она в 1282 году вышла замуж за Герхарда I, графа Гольштейн-Итцехоэ. Дети:
- Генрих I (1267 — 7 сентября 1322), герцог Брауншвейг-Люнебурга в Брауншвейге с 1279, герцог Брауншвейга в Эверштейне в 1285, герцог Брауншвейг-Грубенхагена и Зальцдерхельдена с 1291, родоначальник линии герцогов Брауншвейг-Грубенхагена
- Альбрехт II (ок. 1268 — 22 сентября 1318), герцог Брауншвейг-Гёттингена с 1291, родоначальник линии герцогов Брауншвейг-Гёттингена
- Вильгельм I (ок. 1270 — 20 сентября 1292), герцог Брауншвейг-Вольфенбюттеля с 1291
- Оттон (1271 — 17 апреля 1345/13 декабря 1347), комтур ордена Тамплиеров в Супплинбурге
- Конрад (ок. 1273—1303)
- Лютер (ок. 1275 — 18 апреля 1335), великий магистр Тевтонского ордена с 1331
- Матильда (ок. 1276 — 26 апреля/31 августа 1318); муж: с мая 1291 Генрих I (ок. 1251/1260 — 7/9 декабря 1309), герцог Глогау